# Carlos Nebel
Carlos Nebel, nacido como Carl Nebel Habes (Hamburgo-Altona de Holstein, Confederación Germánica, 24 de marzo de 1802-París, Segundo Imperio Francés, 5 de junio de 1855), fue un ingeniero y arquitecto alemán que se desarrolló como dibujante costumbrista, con lo cual se hizo famoso por sus paisajes y retratos de la gente de México y por pintar los más importantes escenarios de las batallas de la guerra de intervención norteamericana.

Era nieto del rico alcalde napoleónico de Coblenza, Johann Nikolaus von Nebel, y tío del capitán Alberto Nebel Ovalle, quien fuera un militar chileno y héroe en la Guerra del Pacífico.

## Biografía

### Origen familiar y primeros años
Carlos Nebel Habes nació en Altona —actualmente parte de Hamburgo, Alemania—, del entonces Ducado de Holstein, que formaba parte del Sacro Imperio Romano Germánico, aunque bajo la unión personal con el Reino de Dinamarca y Noruega, siendo primogénito de los ocho hijos de Bernhard Nebel Schroeder (Coblenza de Tréveris, Confederación Germánica, 1775 - Hamburgo-Altona, 24 de octubre de 1847) y de Mary Elisabeth Habes Barrimachner (Hamburgo-Altona, 1779 - ib., 1848) y por tanto, era nieto del adinerado alcalde napoleónico de Coblenza y empresario republicano-liberal germánico Johann Nikolaus von Nebel.
Carlos había sido bautizado en Hamburgo seis días antes de cumplir los tres años de edad, el 18 de marzo de 1805, tres meses antes del nacimiento de su hermana Louise Nebel (Hamburgo-Altona, 18 de junio de 1805 - ib., diciembre de 1806) pero que fallecería al año siguiente. La hermana segundogénita era Josephine Nebel (n. ib., 3 de marzo de 1803).
El tercer hermano era el exitoso comerciante Franz Alexander Nebel Habes —o bien castellanizado como Francisco Alejandro Nebel— (Hamburgo-Altona, 12 de abril de 1804 - Valparaíso, 12 de enero de 1881) que migró con uno de sus hermanos menores en 1825 a las Provincias Unidas del Río de la Plata, instalándose en Buenos Aires, y en 1827 pasó a Chile con algunos parientes para fundar empresas mercantiles en la ciudad de Valparaíso, en donde se casó con María del Carmen de Ovalle Idiarte (Quillota, 18 de julio de 1818 - Valparaíso, 15 de agosto de 1889), y quienes serían padres del futuro capitán Alberto Nebel Ovalle.
El quinto hermano era Ferdinand I Nebel (n. ib., 3 de marzo de 1807 - ib., 1 de enero de 1808) que también murió siendo bebé. La sexta era Amalia Elisabeth Nebel (n. ib., 11 de agosto de 1808), seguida por el penúltimo, el rico hacendado Ferdinand Ernst Nebel Habes —castellanizado como Fernando Ernesto Nebel— (n. ib., 9 de octubre de 1809) que fundaría empresas ganaderas en el Estado Oriental del Uruguay y en la provincia argentina de Entre Ríos y se uniría en segundas nupcias el 11 de abril de 1846 en Montevideo con Eloísa Nin Soler y Reyes del Villar (n. Marsella del Reino de Francia, ca. 1822), la tercera hija del famoso marino mercante catalán y rico empresario, Antonio Nin y Soler (n. Vendrell de Tarragona, 1783). El hermano menor de Carlos era Siegmud Theodor Nebel (n. ib., 8 de abril de 1815).

### Estudios universitarios en Europa
Carlos Nebel realizó sus estudios universitarios de Ingeniería y Arquitectura en la ciudad-estado de Hamburgo, que también formaba parte de la Confederación Germánica, así como en París, Francia, y en Italia.

### Viajes a México y el arte costumbrista

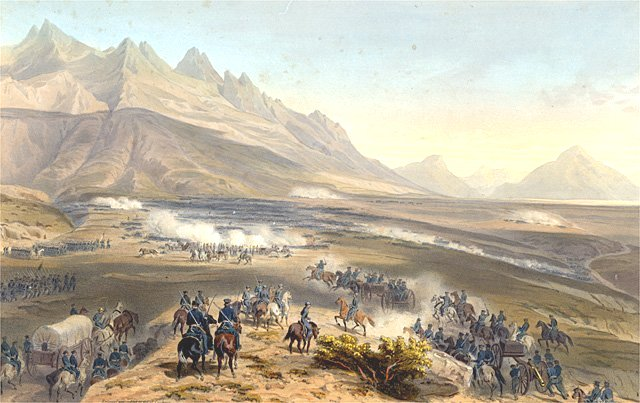
Batalla de Buena Vista (dibujo de Carl Nebel).

Viajó a la Hispanoamérica, por lo que terminó residiendo varios años en México. En el primer período estuvo desde 1829 hasta 1834, que fue cuando conoció la zona volcánica central, entre el golfo y la costa del Pacífico. Durante su residencia en el país más norteño de Latinoamérica, realizó paisajes y retratos de gente oriunda de allí.
Al retornar a Europa se había llevado consigo su colección de figuras de cera mexicanas de estilo costumbrista, de la misma forma que hiciera William Bullock. Ambos consideraban que los artesanos de dichas figuras "eran poseedores de gran sensibilidad y destreza para ejecutar obras tan delicadas" debido a lo "frágil del material empleado".
En 1836, publicó en París su célebre obra ilustrada sobre sus viajes a México titulada en francés que traducida al castellano se lee de la siguiente manera: "Viaje pintoresco y arqueológico a la parte más interesante de México", con cincuenta litografías basadas en sus pinturas, veinte de las cuales fueron coloreadas a mano, y una introducción escrita por Alexander von Humboldt.

Frontera estadounidense-mexicana, Tratado de Guadalupe Hidalgo (1848).

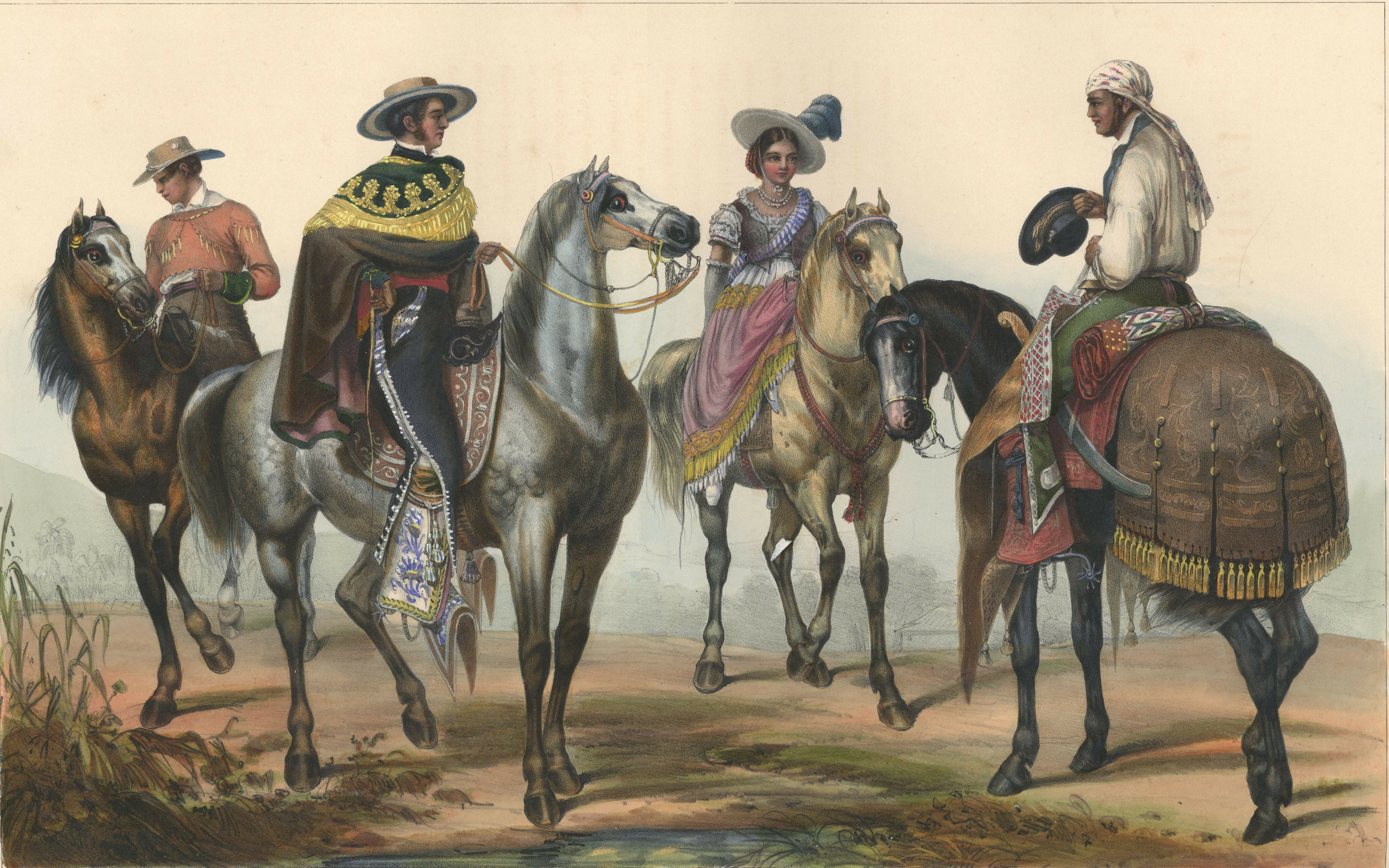
El hacendero y su mayordomo (por Carl Nebel, litografía de Lemercier y Lassalle).

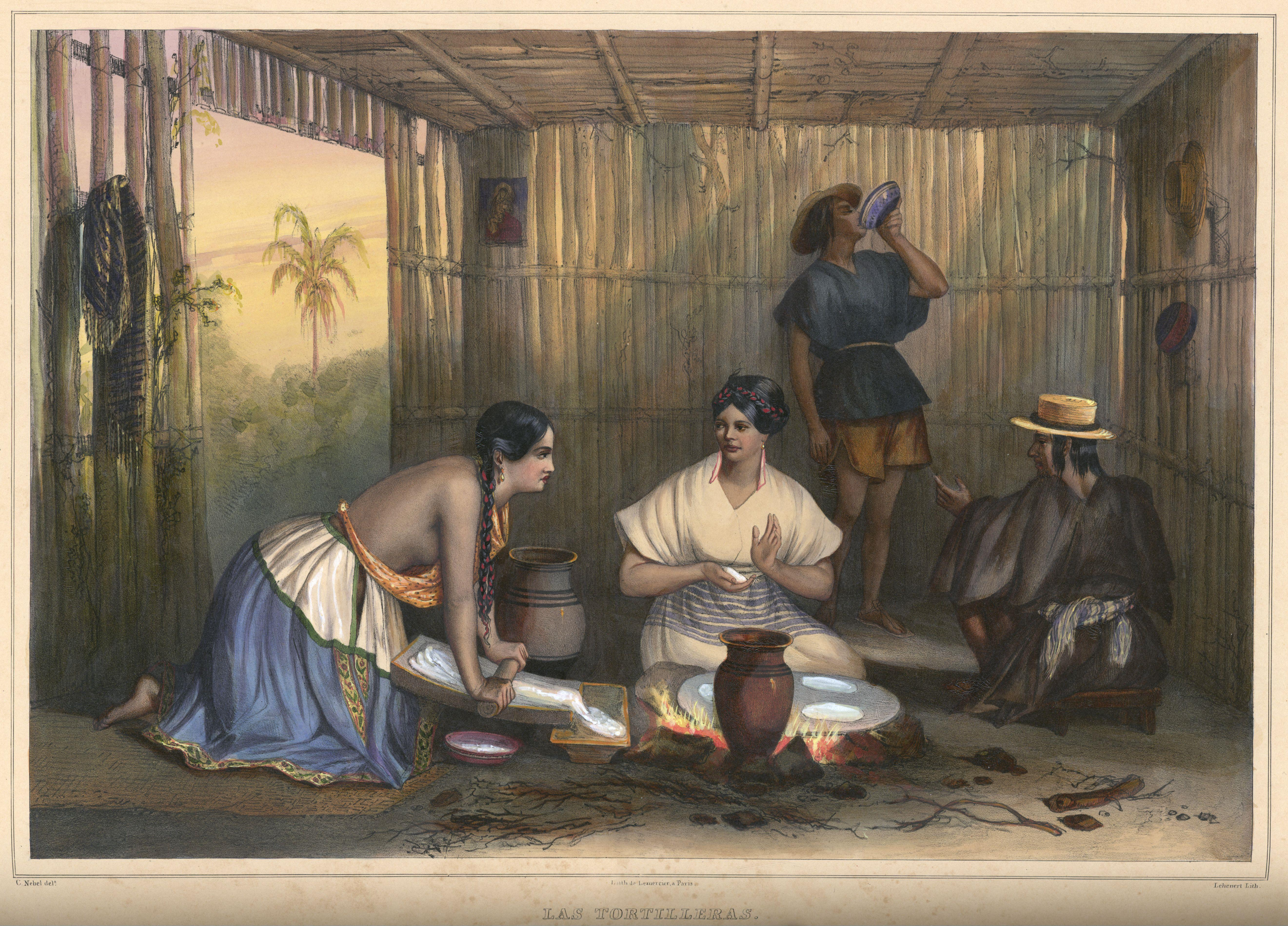
Las tortilleras (por Carl Nebel, 1836).

Volvió a México a finales de 1840, debido a un pleito judicial que inició por un plagio de la imprenta Vicente García Torres que había publicado unas litografías semejantes a las suyas. Durante su estancia conoció a una francesa, a la que hizo su esposa al año siguiente, y se trasformó en ganadero porcino hasta que su hijo se hiciera mayor, en la espera de la resolución del juicio que finalmente ganaría.
Años después se dedicó también a pintar los más importantes escenarios de las batallas de la primera intervención estadounidense en ese país, y al presenciar los momentos más difíciles en la misma capital, decidió regresar definitivamente con su familia a Europa, en enero de 1848.
En 1851, publicó junto con George Wilkins Kendall algunas de sus pinturas basadas en las batallas de la Guerra de Estados Unidos con México en la obra titulada en inglés: "The War between the United States and México Illustrated". La obra contenía doce litografías en color realizadas por Adolphe Jean-Baptiste Bayot y editadas por Joseph Lemercier, líder en el campo de la litografía de la época.
En ambos casos, las ilustraciones de Nebel fueron perfeccionadas usando las más avanzadas técnicas de impresión desarrolladas en Francia.

### Fallecimiento
El ingeniero y arquitecto Carlos Nebel Habes falleció en la ciudad de París, capital del Segundo Imperio Francés, el 5 de junio de 1855.

## Matrimonio y descendencia
Carlos Nebel se había unido en matrimonio el 16 de mayo de 1841 con Jeanne Marie Sofie Berthier —o bien, Juana María Sofía Berthier— (n. Valence de Francia, e/ enero y mayo de 1816), de veinticinco años de edad, en la parroquia del Sagrario Metropolitano de la Ciudad de México, y fruto de este enlace nacería un hijo:
- N. Nebel Berthier[13] (n. Ciudad de México, ca. 1842)[13] que viajaría junto a sus padres a Europa en enero de 1848, para radicarse en Hamburgo.[13]